# Waldemar Pedrazzi
Waldemar Pedrazzi, auch als Waldemar Pedrazi geführt, (* 7. April 1955) ist ein ehemaliger uruguayischer Radrennfahrer.
Pedrazzi entschied 1974 für die Mannschaft des Club Ciclista Alas Rojas de Santa Lucía fahrend die Gesamtwertung des Etappenrennens Rutas de América in dessen dritter Auflage zu seinen Gunsten. Im selben Jahr nahm er auch an der vom 21. Mai bis 2. Juni veranstalteten 24. Vuelta a Colombia teil.
Zudem gehörte er zur uruguayischen Mannschaft bei den Panamerikanischen Spielen 1975 in Mexiko und bei den Olympischen Sommerspielen 1976 in Montreal. Im olympischen Straßenrennen schied er aus.